# Sematophyllum aneuron
Sematophyllum aneuron là một loài Rêu trong họ Sematophyllaceae. Loài này được (Duby) A. Jaeger miêu tả khoa học đầu tiên năm 1878.